# Beatenberg
Beatenberg là một đô thị tại huyện Interlaken của bang Berne ở Thụy Sĩ. Đô thị này có diện tích 29,2 km², dân số năm 2005 là 1244 người.

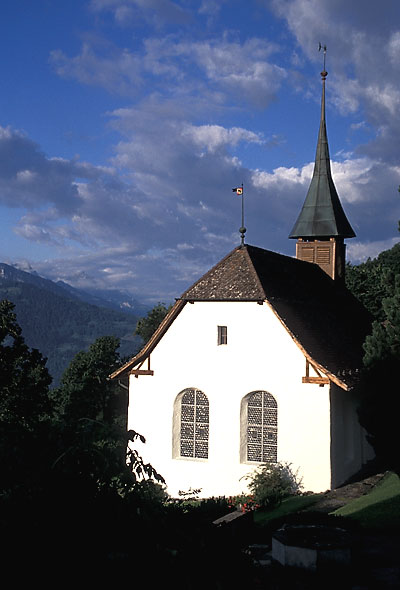
Nhà thờ

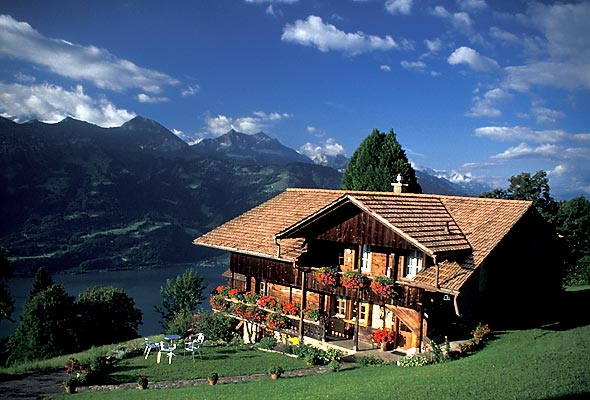
Nhà theo cách truyền thống

Beatenberg toạ lạc ở Bernese Oberland trên một thảo nguyên dưới Niederhorn và trên hồ Thun.

## Cư dân nổi tiếng
- Albert Samuel Gatschet (1832-1907), nhà ngôn ngữ học
- Erich von Däniken (1935), tác gia